# اوستروویته پرماسووسکیه
اوستروویته پرماسووسکیه (به لهستانی:  Ostrowite Prymasowskie) یک روستا در لهستان است که در گمینا ویتکووو واقع شده‌است.